# Église Saint-Jean-Baptiste de Vorges
L'église Saint-Jean-Baptiste est une église située à Vorges, en France.

## Localisation
L'église est située sur la commune de Vorges, dans le département de l'Aisne.

## Historique
Le monument est classé au titre des monuments historiques en 1910.